# Wilfried Geeroms
Pour les articles homonymes, voir Wilfried.
Wilfried Geeroms, né à Schaerbeek le 14 juillet 1941 et décédé à Jette le 4 mai 1999, était un athlète belge, spécialiste de courses de haies. Il a participé à deux reprises aux Jeux olympiques et a remporté treize titres de champion de Belgique dans deux épreuves différentes. Wilfried Geeroms était affilié à l'AC Schaerbeek (actuel Royal Cercle Athlétique de Schaerbeek).

## Biographie
En 1962 Wilfried Geeroms fut pour la première fois champion de Belgique en 110 m haies. Cette année-là il participa également pour la première fois au championnat d'Europe d'athlétisme. Il fut cinquième en demi-finale en 110 m haies.
Ensuite il s'orienta vers les haies plus basses. En 1964 il participa pour la première fois aux jeux olympiques de Tokyo, où il se distingua aux 400 m haies et termina huitième en finale.
Il participa aux jeux olympiques de Mexico en 1968, mais fut éliminé lors des séries en 400 m haies.
Wilfried Geeroms participa également aux championnats d'Europe en 1966 et en 1969.
Après sa carrière, Wilfried Geeroms fut l'entraîneur de plusieurs athlètes belges et néerlandais.
Il décéda le 4 mai 1999 des suites d'un cancer.

### Palmarès

#### 110 m haies
- 1962 :  Championnats de Belgique - 14 s 8
- 1962 : 5e ½ finale Championnats d'Europe à Belgrade - 14 s 5
- 1963 :  Championnats de Belgique - 14 s 8
- 1966 :  Championnats de Belgique - 14 s 1
- 1966 : 5e série Championnats d'Europe à Budapest - 14 s 8
- 1967 :  Championnats de Belgique - 14 s 4
- 1968 :  Championnats de Belgique - 14 s 5
- 1969 :  Championnats de Belgique - 14 s 5
- 1969 : 5e série Championnats d'Europe à Athènes - 14 s 6
- 1970 :  Championnats de Belgique - 14 s 5
- 1973 :  Championnats de Belgique - 14 s 5
- 1974 :  Championnats de Belgique - 14 s 2

#### 400 m haies
- 1963 :  Championnats de Belgique - 53 s 8
- 1964 :  Championnats de Belgique - 54 s 2
- 1964 : 8e aux Jeux olympiques de Tokyo - 51 s 4
- 1966 : 6e ½ finale Championnat d'Europe à Budapest - 51 s 0
- 1967 :  Championnats de Belgique - 52 s 9
- 1968 : 6e série Jeux olympiques de Mexico - 51 s 2
- 1971 :  Championnats de Belgique - 52 s 9

### Records personnels
| Épreuve     | Performance | Lieu       | Date           |
| ----------- | ----------- | ---------- | -------------- |
| 110 m haies | 13 s 9      | Hässleholm | 7 juillet 1966 |
| 400 m haies | 50 s 8      |            | 1966           |

Wilfried Geeroms fut le détenteur du record de Belgique en 400 m haies de 1962 à 1979 et détenteur du record de Belgique en 110 m haies de 1966 à 1979.